# El Hamadna
El Hamadna (în arabă الحمادنة) este o comună din provincia Relizane, Algeria.
Populația comunei este de 20.805 locuitori (2008).